# Ілача
Ілача (хорв. Ilača) — населений пункт у Хорватії, у Вуковарсько-Сремській жупанії у складі громади Товарник.

## Населення
Населення за даними перепису 2011 року становило 859 осіб.
Динаміка чисельності населення поселення:

## Клімат
Середня річна температура становить 11,18 °C, середня максимальна – 25,48 °C, а середня мінімальна – -6,00 °C. Середня річна кількість опадів – 672 мм.
| Клімат поселення                              | Клімат поселення | Клімат поселення | Клімат поселення | Клімат поселення | Клімат поселення | Клімат поселення | Клімат поселення | Клімат поселення | Клімат поселення | Клімат поселення | Клімат поселення | Клімат поселення | Клімат поселення |
| Показник                                      | Січ.             | Лют.             | Бер.             | Квіт.            | Трав.            | Черв.            | Лип.             | Серп.            | Вер.             | Жовт.            | Лист.            | Груд.            |                  |
| Середній максимум, °C                         | 5,95             | 8,02             | 12,66            | 17,36            | 22,73            | 25,48            | 25,23            | 25,13            | 21,18            | 15,62            | 9,54             | 5,67             |                  |
| Середня температура, °C                       | −0,02            | 2,04             | 6,69             | 11,39            | 16,75            | 19,50            | 21,14            | 21,04            | 17,11            | 11,54            | 5,45             | 1,57             |                  |
| Середній мінімум, °C                          | −6               | −3,9             | 0,70             | 5,40             | 10,78            | 13,50            | 17,05            | 16,94            | 13,02            | 7,45             | 1,36             | −2,5             |                  |
| Норма опадів, мм                              | 43               | 39               | 41               | 52               | 61               | 88               | 69               | 62               | 51               | 52               | 61               | 53               |                  |
| Середньомісячна швидкість вітру, м/с          | 2.15             | 2.38             | 2.78             | 2.66             | 2.40             | 2.19             | 2.13             | 2.00             | 1.92             | 2.11             | 2.18             | 2.18             |                  |
| Середньомісячна сонячна радіація, кДж/м²·день | 4397             | 7137             | 11196            | 15704            | 19371            | 21640            | 22377            | 20340            | 15140            | 9622             | 4997             | 3616             |                  |
| --------------------------------------------- | ---------------- | ---------------- | ---------------- | ---------------- | ---------------- | ---------------- | ---------------- | ---------------- | ---------------- | ---------------- | ---------------- | ---------------- | ---------------- |
| Джерело:                                      |                  |                  |                  |                  |                  |                  |                  |                  |                  |                  |                  |                  |                  |